# Jadwiga Saska
Jadwiga Saska (ur. 922  – zm. 10 maja 965).
Była córką Henryka I Ptasznika, księcia Saksonii i króla Niemiec oraz siostrą cesarza Ottona I Wielkiego i królowej Francji – Gerbergi Saskiej. W 937 wzięła ślub z Hugonem Wielkim, księciem Francji. Miała z nim pięcioro dzieci:
- Hugo Kapet (ur. 941  – zm. 996) - książę Francji (956-987), król Francji (987-996)
- Otto (ur. ok. 944  – zm. 965) - książę Burgundii (956-965)
- Henryk (ur. ok. 946  – zm. 1002) - hrabia Nevers, książę Burgundii (965-1002)
- Beatrycze (ur. ok. 939 - zm. po 987/1005) - żona Fryderyka I, księcia Górnej Lotaryngii (959-978/981)
- Emma (ur. ok. 943 - zm. po 19 marca 968) - żona Ryszarda I, księcia Normandii (942-996)